# Cupa Orașelor Târguri 1962-1963
Cea de-a 5-a ediție a Cupei Orașelor Târguri s-a desfășurat în sezonul 1962/63. FC Valencia a reușit să-și păstreze trofeul cucerit în ediția precedentă, învingând în finală pe NK Dinamo Zagreb. Dintre cele 32 de participante au mai rămas doar 5 selecționate ale unor orașe, restul fiind cluburi.
Cele mai multe goluri au fost marcate de Francisco Lojacono și Pedro Manfredini, ambii de la AS Roma și Waldo de la Valencia CF, fiecare cu câte șase goluri.
România a fost reprezentată de FC Petrolul Ploiești, eliminată în sferturile de finală ale competiției de către Ferencvárosi TC Budapesta

## Meciuri preliminarii
| Echipa 1               | Total  | Echipa 2                  | Turul I | Turul II | Baraj |
| ---------------------- | ------ | ------------------------- | ------- | -------- | ----- |
| Selecționata Utrecht   | 5 – 3  | SC Tasmania 1900 Berlin   | 3 – 2   | 2 – 1    |       |
| FC Petrolul Ploiești   | 5 – 0  | Spartak ZJŠ Brno          | 4 – 0   | 1 – 0    |       |
| UC Sampdoria Genova    | 3 – 0  | FC Aris Bonnevoie         | 1 – 0   | 2 – 0    |       |
| Glentoran FC Belfast   | 2 – 8  | Real Zaragoza             | 0 – 2   | 2 – 6    |       |
| Olympique de Marseille | 3 – 4  | RU Saint-Gilloise         | 1 – 0   | 2 – 4    |       |
| Valencia CF            | 6 – 4  | Celtic FC Glasgow         | 4 – 2   | 2 – 2    |       |
| Altay SK Izmir         | 3 – 13 | AS Roma                   | 2 – 3   | 1 – 10   |       |
| Hibernian FC Edinburgh | 7 – 2  | Stævnet                   | 4 – 0   | 3 – 2    |       |
| FK Vojvodina Novi Sad  | 1 – 2  | Selecționata Leipzig      | 1 – 0   | 0 – 2    |       |
| SC Viktoria 1904 Köln  | 5 – 7  | Ferencvárosi TC Budapesta | 4 – 3   | 1 – 4    |       |
| FC Porto               | 1 – 2  | NK Dinamo Zagreb          | 1 – 2   | 0 – 0    |       |
| Drumcondra FC          | 6 – 5  | Selecționata Odense       | 4 – 1   | 2 – 4    |       |
| CF Os Belenenses       | 2 – 2  | FC Barcelona              | 1 – 1   | 1 – 1    | 2 – 3 |
| SK Rapid Viena         | 1 – 2  | FK Steaua Roșie Belgrad   | 1 – 1   | 0 – 1    |       |
| Selecționata Basel     | 0 – 3  | FC Bayern München         | 0 – 3   | –        |       |
| Everton FC Liverpool   | 1 – 2  | Dunfermline Athletic FC   | 1 – 0   | 0 – 2    |       |

### Turul I
| Selecționata Utrecht         | 3 – 2 | SC Tasmania 1900 Berlin |
| ---------------------------- | ----- | ----------------------- |
| Geurtsen 6', 77' Siahaya 61' |       | Greuel 43' Neumann 55'  |

| FC Petrolul Ploiești                  | 4 – 0 | Spartak ZJŠ Brno |
| ------------------------------------- | ----- | ---------------- |
| Dridea 6' Badea 38', 51' Tabarcea 58' |       |                  |

| UC Sampdoria Genova  | 1 – 0 | FC Aris Bonnevoie |
| -------------------- | ----- | ----------------- |
| Sergio Brighenti 36' |       |                   |

| Glentoran FC Belfast | 0 – 2 | Real Zaragoza          |
| -------------------- | ----- | ---------------------- |
|                      |       | Roy Borne 40' Duca 85' |

| Olympique de Marseille | 1 – 0 | RU Saint-Gilloise |
| ---------------------- | ----- | ----------------- |
| Sansonnetti 63'        |       |                   |

| Valencia CF                    | 4 – 2 | Celtic FC Glasgow      |
| ------------------------------ | ----- | ---------------------- |
| Coll 10', 26' Guillot 30', 47' |       | Mestre 28' Jackson 73' |

| Altay SK Izmir | 2 – 3 | AS Roma                                 |
| -------------- | ----- | --------------------------------------- |
| Bilge 19', 55' |       | Orlando 20' Lojacono 32' Menichelli 41' |

| Hibernian FC Edinburgh                       | 4 – 0 | Stævnet |
| -------------------------------------------- | ----- | ------- |
| Byrne 17' Baker 20' Stevenson 24' Rønnov 30' |       |         |

| FK Vojvodina Novi Sad | 1 – 0 | Selecționata Leipzig |
| --------------------- | ----- | -------------------- |
| Pavlić 23'            |       |                      |

| SC Viktoria 1904 Köln                        | 4 – 3 | Ferencvárosi TC Budapesta |
| -------------------------------------------- | ----- | ------------------------- |
| Rühl 16' Kremer 19' Matischak 23', 33' (pen) |       | Mátrai 6' Albert 31', 53' |

| FC Porto    | 1 – 2 | NK Dinamo Zagreb    |
| ----------- | ----- | ------------------- |
| Pereira 26' |       | Ribić 44' Pašić 55' |

| Drumcondra FC                           | 4 – 1 | Selecționata Odense |
| --------------------------------------- | ----- | ------------------- |
| Dixon 12', 38' Morrissey 26' McCann 79' |       | Bruun 74'           |

| CF Os Belenenses | 1 – 1 | FC Barcelona |
| ---------------- | ----- | ------------ |
| Estevão 11'      |       | Fusté 8'     |

| SK Rapid Viena | 1 – 1 | FK Steaua Roșie Belgrad |
| -------------- | ----- | ----------------------- |
| Flögel 49'     |       | Kostić 74'              |

| Selecționata Basel | 0 – 3 | FC Bayern München                |
| ------------------ | ----- | -------------------------------- |
|                    |       | Brenninger 41' (70) Drescher 86' |

| Everton FC Liverpool | 1 – 0 | Dunfermline Athletic FC |
| -------------------- | ----- | ----------------------- |
| Stevens 25'          |       |                         |

### Turul II
| FC Aris Bonnevoie | 0 – 2 | UC Sampdoria Genova      |
| ----------------- | ----- | ------------------------ |
|                   |       | da Silva 52' Brenner 80' |

UC Sampdoria Genova s-a calificat cu scorul general 3-0
| Spartak ZJŠ Brno | 0 – 1 | FC Petrolul Ploiești |
| ---------------- | ----- | -------------------- |
|                  |       | Tabarcea 71'         |

FC Petrolul Ploiești s-a calificat cu scorul general 5-0
| Real Zaragoza                             | 6 – 2 | Glentoran FC Belfast |
| ----------------------------------------- | ----- | -------------------- |
| Murillo 20', 28', 66', 79' Villa 56', 71' |       | Doherty 7', 80'      |

Real Zaragoza s-a calificat cu scorul general 8-2
| FC Barcelona | 1 – 1 | CF Os Belenenses |
| ------------ | ----- | ---------------- |
| Ré 11'       |       | Peres 36'        |

La scorul general 2-2 s-a disputat un meci de baraj
| SC Tasmania 1900 Berlin | 1 – 2 | Selecționata Utrecht          |
| ----------------------- | ----- | ----------------------------- |
| Rosenfeldt 17'          |       | Luiten 33' van der Linden 35' |

Selecționata Utrecht s-a calificat cu scorul general 5-3
| RU Saint-Gilloise                                | 4 – 2 | Olympique de Marseille |
| ------------------------------------------------ | ----- | ---------------------- |
| van Cauwelaert 25' Mertens 26', 48' Kialunda 25' |       | Aygouy 44' Roy 72'     |

RU Saint-Gilloise s-a calificat cu scorul general 4-3.
| Selecționata Leipzig           | 2 – 0 | FK Vojvodina Novi Sad |
| ------------------------------ | ----- | --------------------- |
| Fischer 3' Trölitsch 76' (pen) |       |                       |

Selecționata Leipzig s-a calificat cu scorul general 2-1.
| Ferencvárosi TC Budapesta                    | 4 – 1 | SC Viktoria 1904 Köln |
| -------------------------------------------- | ----- | --------------------- |
| Novák 14' Kökény 67' Fenyvesi 73' Albert 80' |       | Rühl 81'              |

Ferencvárosi TC Budapesta s-a calificat cu scorul general 7-5.
| NK Dinamo Zagreb | 0 – 0 | FC Porto |
| ---------------- | ----- | -------- |
|                  |       |          |

NK Dinamo Zagreb s-a calificat cu scorul general 2-1.
| Selecționata Odense                                       | 4 – 2 | Drumcondra FC          |
| --------------------------------------------------------- | ----- | ---------------------- |
| Prole 3' (o.g.) Petersen 6' Bruun 76' Helge Jørgensen 85' |       | Rice 20' Morrissey 33' |

Drumcondra FC s-a calificat cu scorul general 6-5.
| Stævnet                      | 2 – 3 | Hibernian FC Edinburgh       |
| ---------------------------- | ----- | ---------------------------- |
| Dyremose 17' Christensen 67' |       | Byrne 33' Stevenson 47', 63' |

Hibernian FC Edinburgh s-a calificat cu scorul general 7-2.
| Celtic FC Glasgow     | 2 – 2 | Valencia CF           |
| --------------------- | ----- | --------------------- |
| Verdú 48' Crerand 85' |       | Guillot 65' Waldo 81' |

Valencia CF s-a calificat cu scorul general 6-4.
| Dunfermline Athletic FC | 2 – 0 | Everton FC Liverpool |
| ----------------------- | ----- | -------------------- |
| Miller 5' Melrose 87'   |       |                      |

Dunfermline Athletic FC s-a calificat cu scorul general 2-1.
| AS Roma                                                                                  | 10 – 1 | Altay SK Izmir   |
| ---------------------------------------------------------------------------------------- | ------ | ---------------- |
| Manfredini 2', 41', 56', 82' Jonsson 16', 22' Lojacono 30' (pen), 74', 89' Angelillo 69' |        | Elmastașoğlu 55' |

AS Roma s-a calificat cu scorul general 13-3.
| FK Steaua Roșie Belgrad | 1 – 0 | SK Rapid Viena |
| ----------------------- | ----- | -------------- |
| Vojislav Melić          |       |                |

FK Steaua Roșie Belgrad s-a calificat cu scorul general 2-1.
| FC Bayern München | nedisputat | Selecționata Basel |
| ----------------- | ---------- | ------------------ |
|                   |            |                    |

FC Bayern München s-a calificat.

### Baraj
| FC Barcelona                      | 3 – 2 | CF Os Belenenses |
| --------------------------------- | ----- | ---------------- |
| Pereda 15' Benítez 20' Kocsis 55' |       | Palico 8', 62'   |

FC Barcelona s-a calificat.

## Optimi de finală
| Echipa 1                | Total | Echipa 2                  | Turul I | Turul II | Baraj |
| ----------------------- | ----- | ------------------------- | ------- | -------- | ----- |
| NK Dinamo Zagreb        | 2 – 2 | RU Saint-Gilloise         | 2 – 1   | 0 – 1    | 3 – 2 |
| FC Petrolul Ploiești    | 1 – 1 | Selecționata Leipzig      | 1 – 0   | 0 – 1    | 1 – 0 |
| Selecționata Utrecht    | 1 – 3 | Hibernian FC Edinburgh    | 0 – 1   | 1 – 2    |       |
| UC Sampdoria Genova     | 1 – 6 | Ferencvárosi TC Budapesta | 1 – 0   | 0 – 6    |       |
| Real Zaragoza           | 4 – 5 | AS Roma                   | 2 – 4   | 2 – 1    |       |
| FK Steaua Roșie Belgrad | 3 – 3 | FC Barcelona              | 3 – 2   | 0 – 1    | 1 – 0 |
| FC Bayern München       | 6 – 1 | Drumcondra FC             | 6 – 0   | 0 – 1    |       |
| Valencia CF             | 6 – 6 | Dunfermline Athletic FC   | 4 – 0   | 2 – 6    | 1 – 0 |

### Turul I
| NK Dinamo Zagreb     | 2 – 1 | RU Saint-Gilloise |
| -------------------- | ----- | ----------------- |
| Zambata 3' Pašić 64' |       | Schraepen 75'     |

| FC Petrolul Ploiești | 1 – 0 | Selecționata Leipzig |
| -------------------- | ----- | -------------------- |
| Munteanu 36'         |       |                      |

| Selecționata Utrecht | 0 – 1 | Hibernian FC Edinburgh |
| -------------------- | ----- | ---------------------- |
|                      |       | Falconer 11'           |

| UC Sampdoria Genova | 1 – 0 | Ferencvárosi TC Budapesta |
| ------------------- | ----- | ------------------------- |
| da Silva 18'        |       |                           |

| Real Zaragoza          | 2 – 4 | AS Roma                                             |
| ---------------------- | ----- | --------------------------------------------------- |
| Villa 30' Martínez 81' |       | Lojacono 1' Manfredini 57' De Sisti 60' Charles 78' |

| FK Steaua Roșie Belgrad                               | 3 – 2 | FC Barcelona               |
| ----------------------------------------------------- | ----- | -------------------------- |
| Samardžić 58' Josip ScoblarScoblar 65' Ognjanović 66' |       | Cubilla 17' Villaverde 54' |

| FC Bayern München                                                                  | 6 – 0 | Drumcondra FC |
| ---------------------------------------------------------------------------------- | ----- | ------------- |
| Ohlhauser 12' Kosar 47' (pen) Borutta 57' Brenninger 77' Grosser 80' Giesemann 83' |       |               |

| Valencia CF                              | 4 – 0 | Dunfermline Athletic FC |
| ---------------------------------------- | ----- | ----------------------- |
| Héctor Núñez 2' Waldo 36', 51' Ficha 44' |       |                         |

### Turul II
| RU Saint-Gilloise  | 1 – 0 | NK Dinamo Zagreb |
| ------------------ | ----- | ---------------- |
| van Cauwelaert 43' |       |                  |

La scorul general 2-2 s-a disputat un meci de baraj.
| Selecționata Leipzig | 1 – 0 | FC Petrolul Ploiești |
| -------------------- | ----- | -------------------- |
| Fischer 25'          |       |                      |

La scorul general 1-1 s-a disputat un meci de baraj.
| Hibernian FC Edinburgh  | 2 – 1 | Selecționata Utrecht |
| ----------------------- | ----- | -------------------- |
| Baker 23' Stevenson 48' |       | Geurtsen 21'         |

Hibernian FC Edinburgh s-a calificat cu scorul general 3-1.
| Ferencvárosi TC Budapesta                                       | 6 – 0 | UC Sampdoria Genova |
| --------------------------------------------------------------- | ----- | ------------------- |
| Kökény 15', 61' Friedmanszky 16', 60' Vilezsál 70' Fenyvesi 71' |       |                     |

Ferencvárosi TC Budapesta s-a calificat cu scorul general 6-1.
| Drumcondra FC | 1 – 0 | FC Bayern München |
| ------------- | ----- | ----------------- |
| Dixon 58'     |       |                   |

FC Bayern München s-a calificat cu scorul general 6-1.
| AS Roma      | 1 – 2 | Real Zaragoza        |
| ------------ | ----- | -------------------- |
| Angelillo 6' |       | Corsini 41' Sigi 83' |

AS Roma s-a calificat cu scorul general 5-4.
| FC Barcelona                  | 1 – 0 | FK Steaua Roșie Belgrad |
| ----------------------------- | ----- | ----------------------- |
| Chus Pereda 82' · Cubilla 86' |       | Ognjanović 82'          |

La scorul general 3-3 s-a disputat un meci de baraj.
| Dunfermline Athletic FC                                              | 6 – 2 | Valencia CF             |
| -------------------------------------------------------------------- | ----- | ----------------------- |
| Edwards 10' Sinclair 15', 16' MacLean 33' Peebles 36' Alex Smith 66' |       | Guillot 22' MacLean 59' |

La scorul general 6-6 s-a disputat un meci de baraj.

### Baraj
| NK Dinamo Zagreb            | 3 – 2 | RU Saint-Gilloise     |
| --------------------------- | ----- | --------------------- |
| Kobeščak 28', 50' Pašić 62' |       | Mertens 15' Braun 25' |

NK Dinamo Zagreb s-a calificat.
| FC Petrolul Ploiești | 1 – 0 | Selecționata Leipzig |
| -------------------- | ----- | -------------------- |
| Dridea 48'           |       |                      |

FC Petrolul Ploiești s-a calificat.
| FK Steaua Roșie Belgrad | 1 – 0 | FC Barcelona |
| ----------------------- | ----- | ------------ |
| Kostić 47' (pen)        |       | Benítez 53'  |

FK Steaua Roșie Belgrad s-a calificat.
| Valencia CF | 1 – 0 | Dunfermline Athletic FC |
| ----------- | ----- | ----------------------- |
| Mestre 58'  |       |                         |

Valencia CF s-a calificat.

## Sferturi de finală
| Echipa 1                  | Total | Echipa 2                | Turul I | Turul II | Baraj |
| ------------------------- | ----- | ----------------------- | ------- | -------- | ----- |
| AS Roma                   | 3 – 2 | FK Steaua Roșie Belgrad | 3 – 0   | 0 – 2    |       |
| Valencia CF               | 6 – 2 | Hibernian FC Edinburgh  | 5 – 0   | 1 – 2    |       |
| FC Bayern München         | 1 – 4 | NK Dinamo Zagreb        | 1 – 4   | 0 – 0    |       |
| Ferencvárosi TC Budapesta | 2 – 1 | FC Petrolul Ploiești    | 2 – 0   | 0 – 1    |       |

### Turul I
| AS Roma                                    | 3 – 0 | FK Steaua Roșie Belgrad |
| ------------------------------------------ | ----- | ----------------------- |
| Manfredini 21' Lojacono 24' Menichelli 47' |       |                         |

| Valencia CF                                | 5 – 0 | Hibernian FC Edinburgh |
| ------------------------------------------ | ----- | ---------------------- |
| Roberto 13', 21' Chicão 40' Waldo 44', 66' |       |                        |

| FC Bayern München | 1 – 4 | NK Dinamo Zagreb                           |
| ----------------- | ----- | ------------------------------------------ |
| Brecht 86'        |       | Zambata 19', 45' Jerković 52' Kobeščak 66' |

| Ferencvárosi TC Budapesta | 2 – 0 | FC Petrolul Ploiești |
| ------------------------- | ----- | -------------------- |
| Fenyvesi II 2' Novák 19'  |       |                      |

### Turul II
| Hibernian FC Edinburgh | 2 – 1 | Valencia CF      |
| ---------------------- | ----- | ---------------- |
| Preston 11' Baker 24'  |       | Héctor Núñez 30' |

Valencia CF s-a calificat cu scorul general 6-2.
| FK Steaua Roșie Belgrad | 2 – 0 | AS Roma |
| ----------------------- | ----- | ------- |
| Luka Malešev 12' (76)   |       |         |

AS Roma s-a calificat cu scorul general 3-2.
| NK Dinamo Zagreb | 0 – 0 | FC Bayern München |
| ---------------- | ----- | ----------------- |
|                  |       |                   |

NK Dinamo Zagreb s-a calificat cu scorul general 4-1.
| FC Petrolul Ploiești | 1 – 0 | Ferencvárosi TC Budapesta |
| -------------------- | ----- | ------------------------- |
| Ivan 61'             |       |                           |

Ferencvárosi TC Budapesta s-a calificat cu scorul general 2-1.

## Semifinale
| Echipa 1                  | Total | Echipa 2         | Turul I | Turul II | Baraj |
| ------------------------- | ----- | ---------------- | ------- | -------- | ----- |
| Ferencvárosi TC Budapesta | 1 – 3 | NK Dinamo Zagreb | 0 – 1   | 1 – 2    |       |
| Valencia CF               | 3 – 1 | AS Roma          | 3 – 0   | 0 – 1    |       |

### Turul I
| Ferencvárosi TC Budapesta | 0 – 1 | NK Dinamo Zagreb |
| ------------------------- | ----- | ---------------- |
|                           |       | Lamza 85'        |

| Valencia CF                             | 3 – 0 | AS Roma |
| --------------------------------------- | ----- | ------- |
| Chicão 78' Héctor Núñez 84' Guillot 88' |       |         |

### Turul II
| NK Dinamo Zagreb         | 2 – 1 | Ferencvárosi TC Budapesta |
| ------------------------ | ----- | ------------------------- |
| Zambata 55' Kobeščak 75' |       |                           |

NK Dinamo Zagreb s-a calificat cu scorul general 3-1.
| AS Roma       | 1 – 0 | Valencia CF |
| ------------- | ----- | ----------- |
| Angelillo 26' |       |             |

Valencia CF s-a calificat cu scorul general 3-1.

## Finala
| NK Dinamo Zagreb | NK Dinamo Zagreb | Valencia CF | Valencia CF |
| | \| Tur \| \| 12 iunie 1963, ora 20:15 la Zagreb (Stadionul Maksimir) \| \| Scor: 1 – 2 (1 – 0) \| \| Spectatori: 40.000 \| \| Arbitru: Giuseppe Adami, Italia \|                                                            |             |             |
| - Zlatko Škorić - Rudolf Belin - Mirko Braun - Marijan Biscam - Vlatko Marković - Željko Perušić - Zdenko Kobešćak - Slaven Zambata - Tomislav Knez - Željko Matuš - Stjepan Lamza Antrenor: Milan Antolković | - Ricardo Zamora de Grassa - Vicente Piquer - Chicão - Paquito - Juan Carlos Quincoces - José Sastre - Daniel Mañó - José María Sánchez Lage - Waldo - Enrique Ribelles - José Antonio Urtiaga Antrenor: Alejandro Scopelli |             |             |
| 1 – 0 Slaven Zambata (15) | 1 – 1 Waldo (63) 1 – 2 José Antonio Urtiaga (65) |             |             |
| Tur | |             |             |
| 12 iunie 1963, ora 20:15 la Zagreb (Stadionul Maksimir) | |             |             |
| Scor: 1 – 2 (1 – 0) | |             |             |
| Spectatori: 40.000 | |             |             |
| Arbitru: Giuseppe Adami, Italia | |             |             |

| Valencia CF | Valencia CF | NK Dinamo Zagreb | NK Dinamo Zagreb |
| | \| Reur \| \| 26 iunie 1963, ora 20:00 la Valencia (Stadionul Mestalla) \| \| Scor: 2 – 0 (0 – 0) \| \| Spectatori: 55.000 \| \| Arbitru: Kevin Howley, Anglia \|                                           |                  |                  |
| - Ricardo Zamora de Grassa - Vicente Piquer - Chicão - Paquito - Juan Carlos Quincoces - José Sastre - Daniel Mañó - José María Sánchez Lage - Waldo - Enrique Ribelles - Héctor Núñez Antrenor: Alejandro Scopelli | - Zlatko Škorić - Rudolf Belin - Mirko Braun - Zdravko Rauš - Vlatko Marković - Željko Perušić - Zdenko Kobešćak - Slaven Zambata - Tomislav Knez - Željko Matuš - Stjepan Lamza Antrenor: Milan Antolković |                  |                  |
| 1 – 0 Daniel Mañó (68) 2 – 0 Héctor Núñez (75) | |                  |                  |
| Reur | |                  |                  |
| 26 iunie 1963, ora 20:00 la Valencia (Stadionul Mestalla) | |                  |                  |
| Scor: 2 – 0 (0 – 0) | |                  |                  |
| Spectatori: 55.000 | |                  |                  |
| Arbitru: Kevin Howley, Anglia | |                  |                  |

## Golgheteri
6 goluri
- Francisco Lojacono (AS Roma)
- Pedro Manfredini (AS Roma)
- Waldo (FC Valencia]

5 goluri
- Vicente Guillot (FC Valencia]
- Slaven Zambata (NK Dinamo Zagreb)

4 goluri
- Máté Fenyvesi (Ferencvárosi TC Budapest)
- Zvonko Kobeščak (NK Dinamo Zagreb)
- Héctor Núñez (FC Valencia]
- Morris Stevenson	(Hibernian FC Edinburgh)